# Numa Andoire
Numa André Andoire (Coursegoules, 19 marzo 1908 – Antibes, 26 novembre 1994) è stato un calciatore e allenatore di calcio francese.

## Carriera
In carriera, Andoire giocò per varie squadre francesi, in particolare fu legato all'Antibes dove chiuse la carriera e dove cominciò la sua carriera come allenatore.
Fu convocato dalla Nazionale francese per il Mondiale 1930 ma non giocò nessuna partita.

## Palmarès

### Allenatore
- Campionato francese: 2

Nizza: 1951, 1952
- Coppa di Francia: 1

Nizza: 1952